# Presidentialism

Republiker med full presidentialism markerade med blått, med en verkställande presidentialism markerade med grönt, och med semi-presidentialism markerade med gult.

Presidentialism, eller presidentstyre, är ett statsskick i republiker i vilken den verkställande makten är åtskild från den lagstiftande makten. I presidentiella system väljs statschefen och parlamentet var för sig och direkt av folket. Statsskicket uppstod först genom USA:s bildande i slutet av 1700-talet, och har sina rötter närmast i det styrelseskick som dessförinnan tillämpades inom det lokala styret av de brittiska kolonierna i Nordamerika, samt John Lockes och Montesquieus politiska filosofi. I länder med presidentialism utgörs ofta parlamentet av två kammare, i stället för en kammare (som i Sveriges riksdag). Formellt har presidenten den verkställande makten, men delegerar den ofta i praktiken till sin administration. Presidenten har dock ett större ansvar för beslut och verkställande än vad fallet är med premiärministern i parlamentarism.
Presidentialism finns i två huvudsakliga former: full presidentialism, där presidenten är både stats- och regeringschef och semipresidentialism, där staten både har en vald president och en parlamentariskt tillsatt premiärminister. Ett exempel på ett semipresidentiellt system är Frankrike. Parlamentarism är ett alternativ till presidentialism som demokratiskt styrelseskick, där den verkställande och lagstiftande makten är ömsesidigt beroende av varandra snarare än åtskilda som i presidentiella system.

## Definition
Presidentialism som statsskick kännetecknas av:
- Presidenten (den verkställande makten) är inte ansvarig inför parlamentet (lagstiftande makten)[1][2]
- Parlamentet och presidenten väljs direkt av folket oberoende av varandra[1][2]
- Den verkställande makten i form av regering och förvaltning är direkt underställda presidenten och presidenten är ensamt ansvarig inför väljarna[1][2]

Eftersom presidenten i de flesta fall inte kan avsättas av parlamentet så är mandatperioden vanligen fastställd till en viss tid. I vissa extrema fall kan en president ställas inför riksrätt eller liknande, vilket dock kan ses som mer av en juridisk kontrollfunktion snarare än att presidenten är politiskt ansvarig inför parlamentet.
I presidentstyren är presidenten normalt både statschef och regeringschef.
I presidentstyren har presidenten rollen som statens enande ledare, och har stor personlig makt vid jämförelse med premiärministern i parlamentarism. Att den verkställande makten är koncentrerad till en person kan ses både som en styrka och en svaghet. Fördelen är att presidenten har möjlighet att genomdriva olika förändringar. Risken är samtidigt att presidenten korrumperas av makten och att det politiska systemet går i en odemokratisk riktning. I många presidentiella system finns det en demokratisk tradition, men ett land måste inte vara demokratiskt för att räknas som presidentiellt. Det finns ett flertal exempel på icke-demokratiska presidentiella system, i t.ex. Latinamerika (Venezuela) och Afrika. I sådana system tenderar det att finnas ett dominerande parti som behåller makten, men att vissa centrala ämbeten, som presidentämbetet eller domare i högsta domstolen, byts ut med jämna mellanrum, dock utan någon genuint demokratisk process. I dessa fall kan man ofta prata om illiberala demokratier.
I USA är Högsta domstolen formellt överordnad såväl presidenten som det lagstiftande organet, och kan driva presidenten att agera genom att hänvisa till olika tolkningar av konstitutionen.[källa behövs]

## Maktdelning
En central del i presidentiella system är den formella maktdelningen mellan framför allt den verkställande/exekutiva makten som utgörs av presidenten och den lagstiftande makten som utgörs av parlamentet. För att maktdelningen ska uppnås krävs även att den dömande (judiciella) makten är självständig. Maktdelningsprincipen har sin grund i en klassisk liberal konstitutionalism och styrs av två konstitutionella principer: legalitetsprincipen och principen om opartiskhet. Legalitetsprincipen innebär både att de tre maktgrenarna (verkställande, lagstiftande och dömande makten) ska vara åtskilda från varandra och att den lagstiftande makten ska ha företräde framför den verkställande och dömande makten. Detta eftersom man anser att presidentens och domstolarnas makt har sin yttersta grund i konstitutionen och lagarna som har stiftats av parlamentet. Principen om opartiskhet leder till domstolarnas oberoende, vilket motiveras av att en effektiv rättskipning och kontroll av att lagarna följs enbart är möjlig om domstolarna kan vara självständiga från de andra maktgrenarna.
I länder med presidentstyre väljs presidenten och den lagstiftande församlingen var för sig och direkt av väljarna. Parlamentet har med andra ord ingen direkt eller konstitutionell roll i tillsättandet av presidenten, denne väljs på ett fast mandat och kan i vanliga fall inte avsättas av parlamentet även om det skulle finnas en majoritet mot hen. I de flesta länder med presidentialism krävs extraordinära åtgärder för att avsätta presidenten enligt konstitutionen, vanligen riksrätt eller liknande processer. På samma sätt har presidenten inte möjlighet att upplösa parlamentet, ledamöterna där har sina platser och sina mandat oavsett presidentens inställning till de lagar som stiftas. I enstaka fall har presidenten möjligheten att på eget bevåg upplösa den lagstiftande församlingen och utlysa nyval eller dylikt.

## Partiernas roll
I presidentiella (och semi-presidentiella) system tenderar de politiska partierna att bli "presidentialiserade". Det innebär att partiernas politik och kommunikation tenderar att centreras kring deras partiledare, antingen i egenskap av president eller som presidentkandidat. I förlängningen innebär det en lägre sannolikhet att partierna kommer att agera som representanter för väljarna, åtminstone inte i samma utsträckning som i länder med parlamentarism. Det kan ibland gå så långt att presidenten vänder på förhållandet mellan parti och partiledare och använder partiet som en maktbas för fortsatt politisk kontroll, genom att bland annat underminera statens maktdelning.